# Кукуречани
 Тази статия е за селото в Битолско.  За гарата в Тиквеш вижте Кукуричани.  
Кукуречани (на македонска литературна норма: Кукуречани) е село в община Битоля на Северна Македония.

## География
Селото се намира в областта Пелагония на 600 m надморска височина, на 6 km северно от Битоля.

## История
Името на селото идва от разпространеното в околността растение кукуряк.
През 1607 година жителите на Кукуречани взимат заем от вакъфа на Ахмед паша при месджида на шейх Хъзр Бали в Битоля в размер на 15 000 акчета при лихва от 15% процента. Гаранти за парите са самите селяни, един за друг. През 1609 година като длъжници на заема са записани местните жители Митре Петко, Йордан Петко, Масил Йован и Апостол Петре. В 1621 година в Кукуречани са записани 35 ханета (домакинства), които дължат военния данък нузул за похода срещу Полша.
В XIX век Кукуречани е изцяло българско село в Битолска кааза, Битолска нахия на Османската империя. Църквата „Свети Никола“ е от 1875 година. Според статистиката на Васил Кънчов („Македония. Етнография и статистика“) от 1900 година Кукуречани има 700 жители, всички българи християни.
На Етнографската карта на Битолския вилает на Картографския институт в София от 1901 година Кукуречани е чисто българско село в Битолската каза на Битолския санджак със 77 къщи.
Цялото население на селото е под върховенството на Българската екзархия. По данни на секретаря на екзархията Димитър Мишев („La Macédoine et sa Population Chrétienne“) в 1905 година в Кукуречани има 656 българи екзархисти и функционира българско училище.
При избухването на Балканската война 4 души от Кукуречани са доброволци в Македоно-одринското опълчение.
По време на българското управление на Вардарска Македония през Първата световна война Кукурѣчани е център на община в Битолска селска околия и има 929 жители.
По време на българското управление във Вардарска Македония в годините на Втората световна война, Георги Сл. Георгиев от Пловдив е български кмет на Кукуречани от 10 септември 1941 година до 12 юли 1943 година. След това кметове са Иван Дим. Групчев от Охрид (12 юли 1943 - 2 август 1943), Стоян Р. Раковски от Угърчин (2 август 1943 - 10 септември 1943), Христо Светиев от Битоля (10 ноември 1943 - 24 април 1944) и Димитър Пандилов от Тресонче (26 април 1944 - 9 септември 1944) .
В 1981 година селото има 1868 жители. След 50-те години много от жителите на селото емигрират в Битоля, Скопие, презокеанските земи и Европа.
Според преброяването от 2002 година селото има 966 жители, самоопределили се както следва.
| Националност     | Всичко |
| северномакедонци | 950    |
| роми             | 14     |
| сърби            | 2      |
| други            | 0      |

До 2004 година Кукуречани е център на самостоятелна община. В селото работи осемгодишното училище „Александър Турунджев“.

## Личности
Родени в Кукуречани
- Боше Котев, арестуван през септември 1903 година, обвинен като „бунтовник“, осъден на 15 години каторга, заточен в Диарбекир, амнистиран с общата амнистия от 12 април 1904 година[12]
- Васил Корунчев (1877 – ?), български свещеник и революционер
- Георги Митре, арестуван през септември 1903 година, обвинен в „нарушаване на порядъка“, осъден на 10 години каторга, заточен в Диарбекир, амнистиран с общата амнистия от 12 април 1904 година[12]
- Йованче Христо, „помагач на българските бунтовници“, арестуван през август 1903 година, осъден на 3 години каторга, заточен в Диарбекир, амнистиран с общата амнистия от 12 април 1904 година[13]
- Неделко Дамчев (1880 - ?), български революционер от ВМОРО
- Ристе Стойко, българин, православен, арестуван преди април 1904 година, обвинен в „присъединяване към българския бунтовен комитет“, осъден от Извънредния съд на 4 години каторга, лежал в Битолския затвор, амнистиран с общата амнистия от 12 април 1904 година[14]

Починали в Кукуречани
- Слави (Сава) Пенчев Славчев (Славчов), български военен деец, поручик, загинал през Първата световна война[15]